# Laphria mitsukurii
Laphria mitsukurii är en tvåvingeart som beskrevs av Daniel William Coquillett 1898. Laphria mitsukurii ingår i släktet Laphria och familjen rovflugor. Inga underarter finns listade i Catalogue of Life.